# Platythomisus scytodimorphus
Platythomisus scytodimorphus är en spindelart som först beskrevs av Karsch 1886.  Platythomisus scytodimorphus ingår i släktet Platythomisus och familjen krabbspindlar. Inga underarter finns listade i Catalogue of Life.